# Equipo de Copa Davis de Chile
El equipo de Copa Davis de Chile es el representante de dicho país en el campeonato mundial de tenis y en los torneos masculinos a nivel de naciones. Su organización está a cargo de la Federación de Tenis de Chile.
Ha participado en las ediciones de 1928, 1929, 1931, 1933, 1949, 1952 y en todas desde 1954. Sus mejores resultados han sido llegar una vez a la final (1976), una a la semifinal (1975), siete a los cuartos de final (1964, 1972, 1973, 1978, 1982, 2006 y 2010) y doce a los octavos de final (1931, 1933, 1955, 1974, 1977, 1979, 1983, 1985, 2005, 2007, 2009 y 2011).
Posee las marcas de haber jugado el partido y el set más largo en número de juegos en la historia del torneo, en dobles con Jaime Fillol y Patricio Cornejo ante los Estados Unidos con Erik van Dillen y Stan Smith en 1973, que ganó 9-7 39-37 6-8 1-6 3-6 (122), así como la mayor racha de series ganadas por 5-0, cinco, en la Zona Americana I y II entre 2014 y 2016.
Su sede local es habitualmente el Court Central Anita Lizana, ubicado en la comuna de Ñuñoa en la ciudad de Santiago.

## Historia
El equipo debutó en la Copa Davis, fundada en 1900, el 7 de abril de 1928 en la 23.ª edición ante España con los hermanos Domingo y Luis Torralva, cayendo por 3-2 como visita en la ciudad de Barcelona por la primera ronda de la Zona Europea.
Su primera victoria en el torneo fue como local ante Brasil por ausencia en su tercera participación, en 1931, en la segunda ronda de la Zona Americana. En 1932 estaba inscrito, pero no se presentó en Brasil por la grave crisis económica de la Gran Depresión. Su primer triunfo jugado fue ante Uruguay por 5-0 como visita en su cuarta actuación, en 1933, en la segunda ronda de la Zona Americana, con los hermanos Elías y Salvador Deik, y Egon Schönherr.
Su primera participación como local jugada fue en 1931 ante Argentina en la semifinal de la Zona Americana, cayendo por 3-0. Su primera victoria jugada fue en su segunda vez como anfitrión ante el mismo equipo por 3-2 en 1969, en la primera ronda de la Zona Americana.
El Court Central del Stade Francais fue la sede local del equipo entre 1969 y 1974. Desde 1975 ocupa el estadio actual.
Fue el primer país sudamericano y el segundo latinoamericano en disputar la final del torneo —en la edición de 1976, cuando cayó ante Italia por 1-4 como local—. El equipo estuvo compuesto por Jaime Fillol, Patricio Cornejo y Belus Prajoux.
En 1982 entró al Grupo Mundial, compuesto por 16 equipos, llegando a cuartos de final. En 1983 y 1985 llegó a octavos de final.

### Generación Dorada del tenis chileno (1998-2010)
En 2001 el equipo sub-16 gana la Copa Davis Juvenil, siendo el único latinoamericano en lograrlo, con Jorge Aguilar, Guillermo Hormazábal y Carlos Ríos. En 2005 volvió al grupo. En 2008, tras tres años consecutivos en el Grupo Mundial, jugó en el Grupo América I y como preclasificados debutaron en segunda ronda ante Canadá. La serie se jugó en Santiago sobre cancha lenta con la dupla Fernando González-Nicolás Massú. El resultado final fue 3-2, aunque la serie quedó definida en el tercer punto con la victoria en el dobles de González/Massú ante Nestor/Niemeyer. Con el resultado obtenido ante Canadá ganaron una plaza para jugar por la vuelta al Grupo Mundial. En septiembre recibieron al equipo australiano sobre cancha lenta en la ciudad de Antofagasta. Aprovechando la ausencia del mejor jugador australiano Lleyton Hewitt, Chile se impuso en la serie por 3-2 y retornó al Grupo Mundial, para jugar ahí en 2009.
En 2009 hizo su debut ante Croacia como visitante, cayendo por 5-0 ante los croatas en primera ronda. En esta serie no estuvo presente el jugador de mejor ranking de Chile, en ese momento, Fernando González, quien a los meses después renunció al equipo tras tener diferencias con el presidente de la federación chilena de tenis José Hinzpeter. Por el repechaje para mantenerse en el Grupo Mundial se enfrentó a Austria. Chile ganaba por 2-0, pero estuvo a punto de perder la serie luego de una impensada remontada de los austriacos, quedando 2-2. Toda la responsabilidad quedó en Nicolás Massú, quien se impuso a Stefan Koubek en cuatro sets, ganando la serie y de esa forma manteniéndose en el Grupo Mundial.
En 2010, a una semana del terremoto 8.8 en la escala de Richter que afectó a Chile se midió con Israel, por la primera ronda del Grupo Mundial, con victoria para Chile por 4-1 en Coquimbo. En esta serie volvió al equipo Fernando González, quien decidió reintegrarse al equipo luego de reunirse con la presidenta de la República de la época Michelle Bachelet. En julio del mismo año se enfrentaron a República Checa por los cuartos de final del torneo en el Enjoy Tennis Center de Coquimbo, sin la presencia de Fernando González, cayendo por 1-4.

### Declive y caída a la Zona Americana II (2011-2013)
En marzo de 2011, jugando en el Estadio Nacional y nuevamente sin la presencia de Fernando González (ausente por lesión), vuelve a caer de local por el mismo marcador (1-4), pero esta vez ante el equipo de Estados Unidos; resultado que obligó a Chile a disputar su permanencia en el Grupo Mundial en el repechaje con Italia. En septiembre de ese año, en el Estadio Nacional sobre una cancha de cemento rápida, pierde la serie con Italia y de esa forma desciende a la Zona Americana. La serie se definió el segunda día de competición (día sábado), por 3-0 favorable a los italianos, ya que el viernes, Italia había ganado los dos primeros puntos (el segundo luego del retiro por lesión de Fernando González ante Fabio Fognini). Ya sin nada en juego, el día domingo llegó el primer punto para Chile de la mano de Paul Capdeville. En el último punto de la serie (que estaba 3-1 para Italia), debido al retiro por lesión de Nicolás Massú, los italianos ganaron la serie por 4-1.
En abril de 2012, Chile se enfrenta ante Uruguay en el Carrasco Lawn Tennis Club, por un lugar en el repechaje para volver al Grupo Mundial. La serie la abre el día viernes Jorge Aguilar, quien pierde en cuatro sets ante el uruguayo Marcel Felder por 6-4, 6-7, 6-1, 6-2, terminando el chileno con fuertes calambres. Paul Capdeville igualó la serie para Chile, luego de propinarle una paliza al charrúa Martín Cuevas por 6-1, 6-3 y 6-0. El sábado, Paul Capdeville y Jorge Aguilar vencieron al binomio compuesto por Marcel Felder y Ariel Behar por un claro marcador de 6-0, 6-4, 6-2. El domingo enfrentaría a las primeras raquetas de ambos países, Paul Capdeville y Marcel Felder, ganando el chileno el punto y otorgando la serie para Chile, tras ganar -en un partido que tuvo de todo, con incluso jugadores uruguayos insultando al equipo chileno y lanzando proyectiles a la cancha- por 6-2, 4-6, 2-6, 6-2, 6-3. El quinto punto no se disputó debido a un acuerdo en las federaciones de ambos países. En la segunda parte del año, Chile se enfrenta a Italia, en Nápoles. Andreas Seppi vence a Guillermo Hormazábal y Fabio Fognini hace lo propio con muchas complicaciones 2-6, 6-2, 6-7, 2-6, 6-2 ante Paul Capdeville en un partido que se interrumpió en varias oportunidades por lluvia y se debió de terminar de jugar el día sábado, luego de la suspensión por falta de luz en el día anterior. En la segunda jornada y tercer punto, ante todo pronóstico, Chile derrota sorpresivamente a la pareja de Italia en el dobles. Paul Capdeville y Jorge Aguilar derrotaron a Daniele Bracciali y Andreas Seppi por 6-4, 4-6, 6-4 y 6-2, dejando la serie 2-1 para Italia, de esa manera, descontando los chilenos. Paul Capdeville cae en tres sets ante Andreas Seppi y deja a Chile sin chances en la serie, dejándola 3-1 a favor de los italianos. Para el quinto punto, el capitán chileno Belus Prajoux decide que juegue el joven Christian Garín, de sólo 16 años y 110 días, convirtiéndose así en el jugador más joven en representar a Chile por Copa Davis, quitándole el récord a Nicolás Massú que lo había hecho a los 16 años y 178 días. Garín tuvo que enfrentar a Simone Bolelli, cayendo por 4-6 y 3-6, demostrando personalidad y un muy buen tenis.
En abril de 2013, Chile debe jugar la serie por la Zona I Americana ante Ecuador en Manta. El día viernes, abre la confrontación el joven de 16 años Christian Garín, cayendo en cinco sets ante el principal jugador ecuatoriano, Julio César Campozano. Luego, emparejaría la serie Paul Capdeville, quien demolió en tres sets a Emilio Gómez. Ya en la segunda jornada de la serie, el día sábado, Chile se pondría 2-1 en ventaja tras ganar en el dobles con Capdeville y Jorge Aguilar, venciendo a la dupla ecuatoriana compuesta por Gómez y Quiroz. El domingo Chile cae en los dos duelos y pierde la serie 2-3. Por la permanencia en la Zona Americana I, juega contra el equipo de República Dominicana en Santo Domingo. En el primer encuentro Paul Capdeville cae frente a José Hernández. En el segundo partido del día el joven Christian Garín luchó ante Víctor Estrella y es derrotado. Al día siguiente la pareja Jorge Aguilar y Nicolás Jarry pierden contra José Hernández y Víctor Estrella, perdiendo así la serie. En el tercer día, Nicolás Jarry se retiró con vómitos del partido que diputaba contra Roberto Cid. En el último partido de la serie, Christian Garín ganó el primer y único punto de Chile en la serie, ganándole por 7-5 y 7-5 a Peter Bertrán. Tras esta derrota, a fines de 2013 se anunció como capitán del equipo chileno de Copa Davis al recientemente retirado Nicolás Massú y a Marcelo Ríos como su asesor técnico.

### Nueva Camada del Tenis Chileno (2014-Presente)

#### 2014

##### Barbados vs Chile
El desafío de volver a la primera división regional comenzaba en Bridgetown, enfrentando a Barbados, Chile tendría un amplio favoritismo. El día 31 de enero empezaba la serie, primero el debutante Gonzalo Lama vencería muy fácil a Hadyin Lewis por 6-4, 6-1 y 7-6 en 2 horas y le daba el primer punto a Chile, después Darian King emparejaria la serie tras vencer a Christian Garín por 2-6, 7-6, 7-5 y 6-3 en 2 horas y 54 minutos. Al día siguiente la pareja Jorge Aguilar y Christian Garín caerían ante la dupla Lewis/King por 6-3, 3-6, 7-6 y 6-3 y los centroamericanos aventajavan la serie por 2-1. El día domingo Lama caería vapuliado ante King por 6-2, 6-3 y 6-4 y le daba el triunfo a Barbados 3-1. A pesar del amplio favoritismo la falta de experiencia en Copa Davis para la mayorías de los tenistas les terminó jugando en contra y debían jugar ante Paraguay para no bajar a la Zona Americana III.

##### Chile vs Paraguay
En abril se jugaba la vida ante los paraguayos para no descender, el 4 de abril en el primer día Lama vencería por un contundente 6-3, 6-0 y 6-1 a Juan Borba y después Garín vencería a Juan Carlos Ramírez en un difícil partido por 4-6, 6-3, 6-0 y 6-3. Al día siguiente los experimentados Jorge Aguilar y Paul Capdeville vencieron a la dupla Delgado/Ramírez por 6-2, 6-4 y 6-4 y mantenían a Chile en la Zona Americana II por un año más. Finalmente Chile vencería por 5-0 a Paraguay  en el Club Palestino.

#### 2015

##### Chile vs Perú
En marzo de 2015, Chile empezaba su ruta rumbo al ascenso, por la primera ronda de la Zona Americana II ante Perú en Santiago. El primer día Christian Garín abría la serie ante Duilio Beretta, en el primer set Beretta cuando Garín sacaba 4-5 y se llevó el set, en el segundo cuando Garín sacaba para set el peruano recupera y mandaba todo al tie break donde ganaría por 7-3 y dejaba 2-0 sets arriba a Perú, el 3.º Set lo ganaría Garín por 6-1. en el 4.ºSet Beretta quedraba de entrada y se ponía 2-0 arriba, cuando parecía que Perú se quedaba con el primer punto de la serie Garín reaccionó a tiempo, después en el 5 iguales, Beretta vuelve a quebrar y sacaba para partido (6-5) y Christian vuelve a quebrar, ya en el tie break Garín dejaría los nervios y la ansiedad y se afirmaría ganando 7-6 el cuarto. Ya en el quinto la batalla seguiría dura y pareja hasta que en el 9-8 cuando sacaba el peruano Christian quiebra y gana 4-6, 6-7, 6-1, 7-6 y 10-8 en 4 horas y 32 minutos, consiguiendo así su primer gran triunfo por Chile. En el segundo encuentro Nicolás Jarry vencería sin problemas a Juan Pablo Varillas por 6-2, 6-2, 3-6 y 7-6 y Chile quedaba el 2-0 arriba. Ya en el día siguiente Hans Podlipnik y Gonzalo Lama le daría el triunfo a Chile tras vencer en un trabado partido a Varillas y Sergio Galdós por 6-4, 3-6, 6-4 y 7-5 en 2 horas y 53 minutos, después al otro día Jarry vencería 7-5 y 6-2 a Duilio Vallebuona y Podlipnik vencerían a Varillas por doble 6-2.

##### Chile vs México
El segundo desafío era México en el Coliseo La Tortuga de Talcahuano. El 17 de julio comenzaba la serie y el debutante Juan Carlos Sáez abría la serie ante Lucas Gómez, en una verdadera batalla Sáez ganó por 4-6, 6-0, 5-7, 7-6 y 6-1 en 4 horas y 6 minutos, después Garín venció sin problemas a Tigre Hank por 6-2, 6-4 y 6-4, en el dobles Podlipnik y Garín vencerían a los mexicanos Daniel Garza y Gerardo López Villaseñor por 6-1, 6-4 y 6-4 y le daban el triunfo a Chile. después en el tercer día Sáez venció 6-4 y 6-2 a Hank y Garin venció a López por 6-2 y 6-1.

##### Chile vs Venezuela
En septiembre de 2015 se jugaba la final de la Zona Americana II ante Venezuela en el Club Palestino. El primer día Gonzalo Lama vencería a Ricardo Rodríguez por 6-4, 6-1 y 7-5 y Hans Podlipnik a Jordi Muñoz por 6-4, 6-3 y 6-3, en el Christian Garín y Podlipnik sellarian el ascenso de Chile tras vencer en un difícil partido a Rodríguez Pace y Luis David Martínez por 7-6, 6-4 y 7-6. En el tercer día Sáez venció 6-3 y 6-2 a Miguel Ángel Este y Lama 6-1, 6-3 a Muñoz.

#### 2016

##### Chile vs República Dominicana
En marzo de 2016 el equipo enfrentaba a República Dominicana en el Court Central Anita Lizana. En el primer día Hans Podlipnik venció sin problemas a José Olivares por 6-1, 6-1 y 7-6 en 2 horas y Lama tendría un triunfazo venciendo a José Hernández (Top 200 en ese momento) por 6-3, 7-6 y 7-5. En el segundo día Hans Podlipnik y Julio Peralta vencieron a Manuel Castellanos y José Hernández por 6-1, 6-1 y 7-5 y Sellaban la serie. en tercer día Garín venció 6-1, 6-2 a Castellanos y Lama 6-4 y 6-0 a Olivares.

##### Chile vs Colombia
En julio del mismo año la Selección tenía su primer gran prueba de fuego, enfrentar a Colombia en Canchas de Iquique. La sería debía empezar el viernes 15 de julio, pero debido al pésimo estado de la cancha de arcilla de postergo para el sábado. Entonces el sábado 16 de julio se abría la serie Nicolás Jarry enfrentaba al N.º 1 colombiano Santiago Giraldo, donde fue derrota por 6-2, 6-4, 6-3 frente al colombiano, después Gonzalo Lama vencerían sin dificultades a Alejandro González por 6-2, 7-5 y 6-0. Cabe destacar que al chileno le quebraron una sola vez. El día domingo se jugaba el dobles donde la dupla chilena (Hans Podlipnik y Nicolás Jarry) enfrentaba a los Top 10 Juan Sebastián Cabal y Robert Farah, según los medios colombianos este era el punto más fácil de ganar, sin embargo el equipo chileno demostraría su potencial y daría la sorpresa en "La Batalla de Iquique".
1.ºSet: Cuando Colombia sacaba para el 2-2, Chile quiebra y se pone 3-1 arriba en el marcador, después quebraba Colombia y quedaban 3-4 y servicio. Cuando a los colombianos le tocaba sacar los chilenos quebraron en el momento justo y ganaron el primer set por 6-4, una sorpresa para el equipo colombiano.
2.ºSet: Cuando los chilenos sacaban 1-1, los colombianos quebraron y quedaron 2-1 arriba, después volvieron a quebrar nuevamente y quedar 4-1. Finalmente los colombianos mostrarían su nivel y ganarían por 6-2.
3.ºSet: En el tercer set Jarry y Podlipnik recuperaron su nivel del primer set. Cuando Colombia sacaba 2-3 abajo quebraron y quedaron 4-2 en un momento clave y después quebraron nuevamente y ganaron el set por 6-2, devolviendo la manita del set anterior y a un set conseguir uno de los triunfos más importante del tenis chileno en los últimos años.
4.ºSet: El cuarto set sería muy parejo siendo ganado por detalles, cuando los colombianos sacaban 2-2, Jarry y Podlipnik quebraban y quedaban 3-2 arriba, después los colombianos alzan su nivel y quedan 4-4, hasta que llegaron al tie break. en el 4-4 mini quiebre a favor de los colombianos y se quedarían con el set por 7-4. Cabe mencionar que los chilenos no ganaron ni uno solo de sus juegos en el tie break.
5.ºSet: en el decisivo los chilenos lograrían sacar la tarea adelante y darle un golpe mental a los colombianos del cual no se pudieron recuperar. cuando los forasteros sacaban 2-2, quiebran nuevamente los chilenos y quedaban 3-2, a solo 3 games de conseguir un triunfo histórico, después los visitantes recuperarían lo cedido (4-4) y se llegaba nuevamente a un tie break, esta vez el definitivo y los chilenos se agigantarian en el momento clave del partido. con Jarry inspirado lograron un mini quiebre en el 4-4 y quedaban 5-4 arriba y Nicolás al servicio, donde se haría gigante y el estadio reventaria para gritar el triunfo de Chile que después de 4 horas y 39 minutos de lucha los chilenos vencían por 6-4, 2-6, 6-2, (4)6-7 y 7-6(5) y quedaban a un paso de dar la sorpresa.
Después en el cuarto punto Gonzalo Lama vencería a Santiago Giraldo en 2 sets.
1.ºSet: Cuando Giraldo sacaba en el séptimo juego (3-3), el "León" ruge fuerte y quiebra el servicio del colombiano 4-3 para después ganar 6-4.
2.ºSet: En el quinto juego Lama se vuelve a agigantar y quiebra. 3-2 arriba, después en el 2-4 y al saque Giraldo quiebra nuevamente el chileno y quedaba 5-2 y al servicio, tras esto Giraldo se retira producto de la impotencia y Chile gana la serie por 3-1.

##### Canadá vs Chile
En septiembre del mismo año el equipo nacional partía rumbo a Halifax para jugar el Repechaje contra Canadá. El 16 de septiembre iniciaba la serie, Garin enfrentaba a Frank Dancevic, cayó por 3-6, 7-6(5), 1-6 y 4-6 en 2 horas y 44 minutos, después Jarry perdió ante Vasek Pospisil por 6-1, 5-7, 7-6(2) y 6-3 en un parejo encuentro y Canadá quedaba 2-0 arriba de Chile. Al día siguiente Hans Podlipnik y Nico Jarry debía vencer sí o sí a Vasek Pospisil y Adil Shamasdin para seguir con vida, de lo contrario Chile se despedia del Grupo Mundial 2017, cayendo en un estrecho partido por 6-3, 6-4 y 7-6(6) en 1 hora y 55 Minutos. Para terminar Denis Shapovalov venció a Christian Garín por 7-6(5) y 6-4 en 1 hora y 29 minutos y Frank Dancevic venció por doble 6-4 a Gonzalo Lama.

#### 2017

##### República Dominicana vs Chile
En febrero de 2017 empezaba una nueva carrera por el ascenso al grupo mundial para los chicos, tocaba enfrentar a República Dominicana de visita en Santo Domingo por la Zona I Americana. Finalmente el recambio nacional vencería por 5-0, tras los triunfos de Nicolás Jarry y Christian Garín ante José Hernández y Ricardo Cid, después en el doble Jarry y Podlipnik cerrarían la serie.

##### Colombia vs Chile
En abril tocaba enfrentar a Colombia por la Final Zona I Americana 2017 en Medellín en una clase de revancha para los cafeteros vencerían por 3-1. En el primer duelo Santiago Giraldo volvió a vencer a Nicolás Jarry esta vez en 4 sets y Christian Garín venció a Eduardo Struvay por 6-3, 6-3 y 6-2 igualando la serie en 1. Al día siguiente en el partido de desempate Juan Sebastián Cabal y Robert Farah vencerían a Hans Podlipnik y Jarry por 7-6, 3-6, 6-3 y 6-1 dejando la serie 2-1 a favor de Colombia. En el tercer día en una dura batalla Christian Garín luchó hasta lo que más pudo y cayó ante Santiago Giraldo en 5 sets tras caer por (10)6-7, 6-3, 6-3, (7)6-7 y 6-3, cabe señalar que en el cuarto set salvó un punto de partido en el juego decisivo.

#### 2018

##### Chile vs Ecuador
En febrero de 2018, el Equipo Chileno debía enfrentarse a su par de Ecuador en el Court Central Anita Lizana por la primera ronda de la Zona 1 Americana de 2018 en los días 2 y 3 del mismo mes, con el objetivo de dar el primer paso para regresar al Grupo Mundial después de ocho años.
En el primer día, Jarry abriría la serie enfrentando a Iván Endara (597.º) venciéndolo con facilidad por 6-2 y 6-3 en una hora de partido, luego en el segundo sencillo Gonzalo Lama (quien regresaba al equipo nacional después de 2 años) enfrentaba al N.º 1 ecuatoriano Roberto Quiroz siendo favorito este último debido al ranking (Quiroz 216.º y Lama 405.º) cayendo en tres parciales por 6-3, (11)6-7 y 6-3 en casi tres horas de dura batalla, quedando la serie igualada 1-1.
En el segundo día de la serie, Nicolás Jarry junto a Hans Podlipnik vencieron a Diego Hidalgo y Roberto Quiroz en el dobles en un estrecho partido, ganando por 7-6(6) y 7-6(5) en casi dos horas de partido, dejando la serie 2-1 a favor de Chile, después el mismo Jarry debía jugar el cuarto punto frente al número uno ecuatoriano Roberto Quiroz, con solo 45 minutos de descaso ambos tenistas en el duelo de la serie (ya que se enfrentaban los dos números uno del país) Nicolás venció en un trabajado partido por 6-4 y 7-6 a Quiroz (8-6 el tiebreak) dándole el tercer y definitivo punto a Chile.

##### Argentina vs Chile
En abril, Chile debía enfrentarse a Argentina por la Final de la Zona Americana I en el Estadio Aldo Cantoni en San Juan los días 6 y 7 de abril, a 18 años de la última serie también conocida como La tarde de los Sillazos, si Chile vencía a Argentina clasificaba para la respesca para entrar al Grupo Mundial en 2019.
En el primer día Nicolás Jarry enfrentó en el primer sencillo (64.º del ranking ATP y N.º 1 de Chile) al debutante Nicolás Kicker (87.º del Ranking ATP y N.º 2 de Argentina), ganando por 4-6, 7-6(6) y 6-2 en 2 horas y 15 minutos dándole el primer punto a Chile en la serie, luego en el segundo punto Christian Garín enfrentaría al número uno argentino Diego Schwartzman, cayendo derrotado por un disputado 7-6(2), (2)6-7 y 6-2 en 2 horas y 46 minutos donde a pesar del favoritismo por los 200 puestos de diferencia en el Ranking, Schwartzman debió jugar hasta el límite para vence a su rival e igualar la serie a 1.
En el segundo día Nicolás Jarry junto a Hans Podlipnik se enfrentaron a los argentinos Máximo González y Guido Pella, llevándose los chilenos un dramático partido por (7)6-7, 7-5 y 6-3 en tres horas, sumando el segundo punto en la serie y a uno sólo de lograr la hazaña, 55 minutos después Jarry nuevamente salía a la cancha para jugar el cuarto punto ante el 15.º del mundo Diego Schwartzman, cayendo por doble 6-4 en una hora y 45 minutos donde al Principe se le vio impreciso y algo fatigado producto de las 3 horas de partido en el dobles, quedando la serie 2-2 y todo se definía en el quinto punto entre Guido Pella y Christian Garín. En el quinto y definitivo punto El Tanque salía con la misión de vencer a Pella y darle el triunfo a Chile, el primer set lo perdió por 6-3 con un doble falta, en el 2.º Set empezaría bien para el iquiqueño quebrando de entrada el servicio del Bahiense y poniéndose 1-0, una ventaja que le duraría hasta el cuarto cuando Pella devuelve el quiebre y todo se iguala, después volvería a perder su servicio quedando 4-2 abajo y pendiendo de un hilo para seguir con vida en la serie, de inmediato al juego siguiente Garín recuperó su servicio quedando 3-4 abajo, cuando sacaba 5-6 salvo un punto de partido y por ende de serie para Argentina, enviando el 2.º set a un tie-break, donde finalmente cayó por 7-3, y por 6-3 y 7-6(3) en el marcador, de esta manera Pella consiguió el tercer y definitivo punto para su país imponiéndose por 3-2.

## Estadísticas

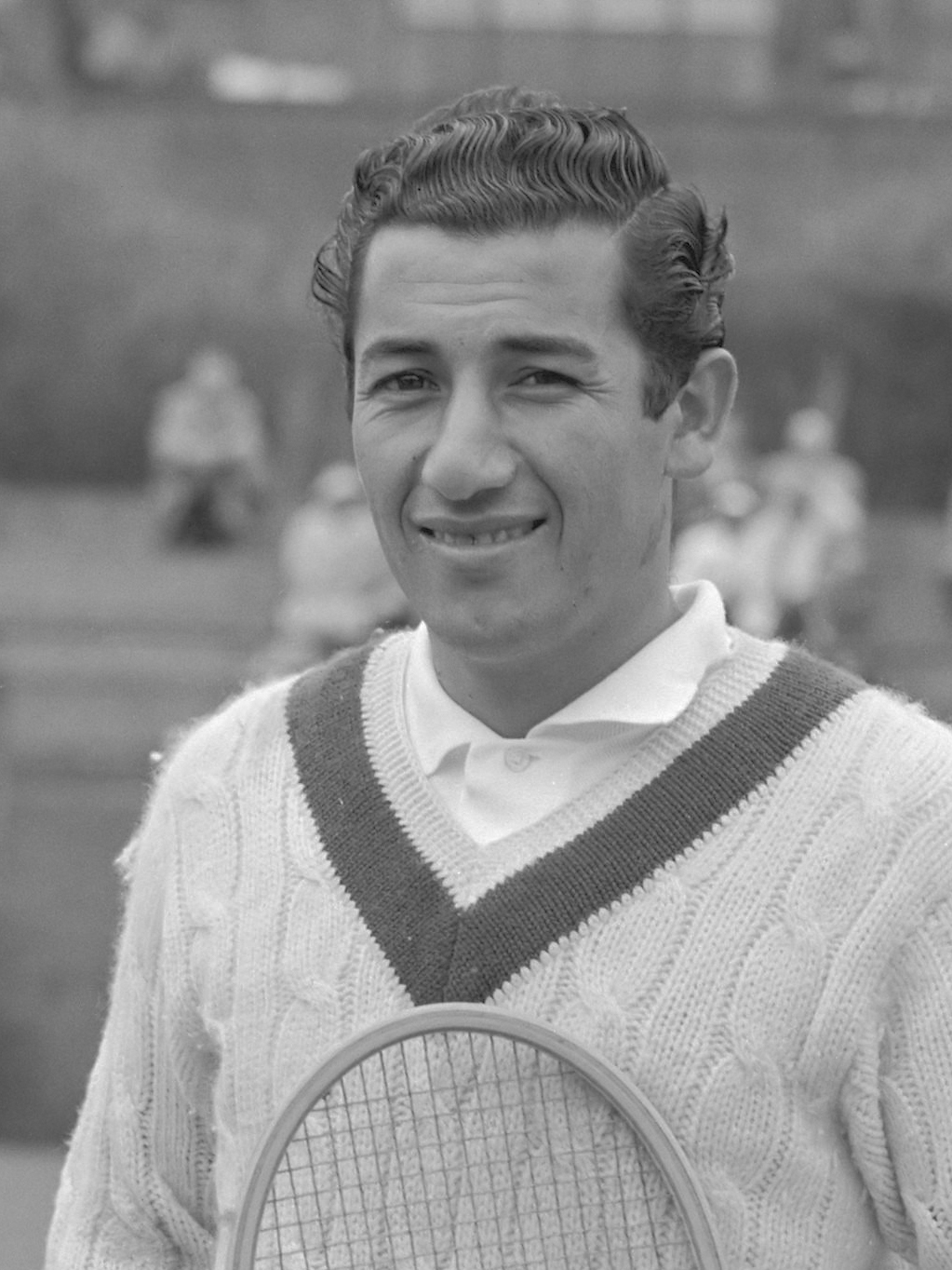
Luis Ayala, el jugador más ganador en general y el capitán más destacado.

### Series
- Notas: Actualizado hasta 2019 (serie Austria-Chile).

| Jugador más joven                | Christian Garin, con 16 años y 107 días                                             |
| Jugador más veterano             | Jaime Fillol, con 37 años y 119 días                                                |
| Partido más largo                | Nicolás Massú vence a Stefan Koubek (AUT) en 5 horas y 14 minutos, en 2009          |
| Serie más larga                  | 18 horas y 46 minutos ante Austria en 2009                                          |
| Tie break más largo              | 26 puntos: Ricardo Acuña vence a Noel Rutherford (JAM) en 1989                      |
| Set final más largo              | 26 juegos: Marcelo Ríos vence a Daniel Nestor (CAN) en 1996                         |
| Más juegos en una serie          | 254 juegos ante Estados Unidos en 1973                                              |
| Victoria más amplia en una serie | Sets: 13-0 juegos: 79-21 ante Pakistán en 2005                                      |
| Victorias series consecutivas    | 6 victorias ( Paraguay, Perú, México, Venezuela, R. Dominicana, Colombia) 2014-2016 |
| Remontada 2:0 abajo              | Nunca                                                                               |
| Victorias partidos consecutivos  | 26 victorias ( Barbados 3:2 - R. Dominicana 5:0) 2014-2016                          |

### Registros de jugadores
- Notas: Los activos están en cursiva. Actualizado hasta 2024 (serie Chile 3-2 Perú).

| N.º | Tenista             | Simple | Dobles | Total |
| --- | ------------------- | ------ | ------ | ----- |
| 1   | Luis Ayala          | 27-6   | 10-8   | 37-14 |
| 2   | Hans Gildemeister   | 23-6   | 13-6   | 36-12 |
| 3   | Patricio Cornejo    | 23-22  | 11-18  | 34-40 |
| 4   | Nicolás Massú       | 22-12  | 10-12  | 32-24 |
| 5   | Jaime Fillol        | 22-26  | 9-16   | 31-42 |
| 6   | Fernando González   | 20-7   | 11-6   | 31-13 |
| 7   | Marcelo Ríos        | 25-10  | 3-7    | 28-17 |
| 8   | Ricardo Acuña       | 14-13  | 9-5    | 23-18 |
| 9   | Nicolás Jarry       | 15-10  | 6-4    | 21-14 |
| 10  | Pedro Rebolledo     | 19-11  | 1-1    | 20-12 |
| 11  | Patricio Rodríguez  | 18-17  | 1-8    | 19-25 |
| 12  | Paul Capdeville     | 11-12  | 4-4    | 15-16 |
| 13  | Jaime Pinto         | 11-8   | 4-5    | 15-13 |
| 14  | Belus Prajoux       | 7-3    | 8-5    | 15-8  |
| 15  | Christian Garin     | 13-14  | 1-1    | 14-15 |
| 16  | Ernesto Aguirre     | 4-7    | 7-8    | 11-15 |
| 17  | Gabriel Silberstein | 8-6    | 3-3    | 11-9  |
| 18  | Hans Podlipnik      | 3-2    | 8-4    | 11-6  |

| N.º | Tenista                | Simple | Dobles | Total |
| --- | ---------------------- | ------ | ------ | ----- |
| 19  | Andrés Hammersley      | 6-9    | 4-4    | 10-13 |
| 20  | Alejandro Tabilo       | 5-3    | 4-5    | 9-8   |
| 21  | Ricardo Balbiers       | 7-4    | 2-2    | 9-6   |
| 22  | Gonzalo Lama           | 8-3    | 1-0    | 9-3   |
| 23  | Jorge Aguilar          | 4-1    | 4-6    | 8-7   |
| 24  | Hermes Gamonal         | 3-5    | 4-1    | 7-6   |
| 25  | Sergio Cortés          | 5-5    | 2-0    | 7-5   |
| 26  | José Antonio Fernández | 7-4    | 0-0    | 7-4   |
| 27  | Adrián García          | 4-3    | 2-2    | 6-5   |
| 28  | Tomás Barrios          | 1-1    | 3-6    | 4-7   |
| 29  | Robinson Ureta         | 3-5    | 0-0    | 3-5   |
| 30  | Luis Torralva          | 2-2    | 1-1    | 3-3   |
| 31  | Gerardo Vacarezza      | 1-2    | 2-1    | 3-3   |
| 32  | Álvaro Fillol          | 1-0    | 2-1    | 3-1   |
| 33  | Juan Carlos Sáez       | 3-0    | 0-0    | 3-0   |
| 34  | Marcelo Taverne        | 0-6    | 2-1    | 2-7   |
| 35  | Felipe Rivera          | 1-3    | 1-1    | 2-4   |
| 36  | Óscar Bustos           | 1-1    | 1-2    | 2-3   |
| 37  | Elías Deik             | 2-2    | 0-0    | 2-2   |
| 38  | Patricio Apey          | 2-2    | 0-0    | 2-2   |

| N.º | Tenista                | Simple | Dobles | Total |
| --- | ---------------------- | ------ | ------ | ----- |
| 39  | Egon Schönherr         | 1-1    | 1-1    | 2-2   |
| 40  | Salvador Deik          | 1-1    | 1-1    | 2-2   |
| 41  | Omar Pabst             | 1-1    | 1-1    | 2-2   |
| 42  | Domingo Torralva       | 0-4    | 1-1    | 1-5   |
| 43  | Cristián Araya         | 0-0    | 1-2    | 1-2   |
| 44  | Julio Peralta          | 0-0    | 1-0    | 1-0   |
| 45  | Diego Fernández Flores | 1-0    | 0-0    | 1-0   |
| 46  | Juan Pablo Queirolo    | 0-4    | 0-2    | 0-6   |
| 47  | Guillermo Hormazábal   | 0-3    | 0-0    | 0-3   |
| 48  | Marcelo Rebolledo      | 0-0    | 0-3    | 0-3   |
| 49  | Lionel Page            | 0-1    | 0-0    | 0-1   |
| 50  | Daniel Achondo         | 0-1    | 0-0    | 0-1   |
| 51  | Francisco Musalem      | 0-1    | 0-0    | 0-1   |
| 52  | Cristóbal Saavedra     | 0-1    | 0-0    | 0-1   |
| 53  | Guillermo Rivera       | 0-1    | 0-0    | 0-1   |
| 54  | Roberto Conrads        | 0-0    | 0-1    | 0-1   |
| 55  | Herbert Muller         | 0-0    | 0-1    | 0-1   |
| 56  | Carlos Sanhueza        | 0-0    | 0-1    | 0-1   |

### Desempeño
- Notas: Actualizado hasta 2024 (serie Chile-Perú).

| Series     | Total      |
| ---------- | ---------- |
| Victorias  | 89 (53.6%) |
| Derrotas   | 77 (46.4%) |
| Disputadas | 166        |

### Más encuentros
Tiene la paternidad sobre el equipo colombiano con el 89 % y su bestia negra es el italiano con el 0 %.
- Notas: Son contados los choques jugados. Actualizado hasta 2024 (serie Chile-Perú).

| N.º | Equipo         | Series | Victorias | Derrotas |
| --- | -------------- | ------ | --------- | -------- |
| 1   | Argentina      | 18     | 8         | 10       |
| 2   | Brasil         | 11     | 4         | 7        |
| 3   | Canadá         | 10     | 4         | 6        |
| 3   | Perú           | 10     | 8         | 2        |
| 5   | Colombia       | 9      | 8         | 1        |
| 6   | Uruguay        | 7      | 6         | 1        |
| 6   | Ecuador        | 7      | 4         | 3        |
| 6   | Suecia         | 7      | 2         | 5        |
| 6   | Italia         | 7      | 0         | 7        |
| 10  | Estados Unidos | 5      | 0         | 5        |

### Zona de competición
- Grupo Mundial (11): 1982, 1983, 1985, 2005 a 2007, 2009 a 2011, 2019 y 2023
- Zona Europea (15): 1928, 1929, 1949, 1952, 1955 a 1963, 1965 y 1967.
- Zona Americana (47): 1931, 1933, 1954, 1964, 1966, 1968 a 1981, 1984, 1986 a 2004, 2008 y 2012 a 2018.

## Capitanes
Lista cronológica:
- Notas: Son considerados cuando dirigieron al equipo en alguna serie.

| (...) - 1989: Patricio Cornejo - 1990: Jaime Pinto - 1991-1992: Patricio Cornejo - 1993-1994: Belus Prajoux - 1995-2000: Patricio Cornejo | - 2001: Leonardo Zuleta - 2002: Patricio Cornejo - 2002-2003: Marcos Colignon - 2003-2005: Sergio Elías - 2005-2011: Hans Gildemeister - 2012-2013: Belus Prajoux - 2014-presente: Nicolás Massú |

## Plantel actual
- Notas: Actualizado hasta 2024 (serie Chile 3-2 Perú).

| Jugador          | Individuales | Dobles | Total   |
| ---------------- | ------------ | ------ | ------- |
| Nicolás Jarry    | 15 - 10      | 6 - 4  | 21 - 14 |
| Christian Garín  | 13 - 14      | 1 - 1  | 14 - 15 |
| Alejandro Tabilo | 5 - 3        | 4 - 5  | 9 - 8   |
| Tomás Barrios    | 1 - 1        | 3 - 6  | 4 - 7   |

## Uniforme
| Comisión Técnica 01. | Comisión Técnica 02. | Primero de Juego. | Segundo de Juego. |

## Series desde 1981
A continuación los resultados del equipo desde 1981, año en que fue conformado el Grupo Mundial y fueron determinadas las zonas continentales de Copa Davis.
- Notas: En la penúltima sección son consignados en primer término ambos singlistas, luego entre paréntesis los doblistas, y a continuación otro tenista que haya disputado un cuarto o quinto punto. Los debutantes están en cursiva. El primer número en el resultado de la serie corresponde a Chile.

| Año     | Llave                                 | N.º   | Rival           | Sede                                | Superficie           | Tenistas chilenos                                              | Resultado      |
| ------- | ------------------------------------- | ----- | --------------- | ----------------------------------- | -------------------- | -------------------------------------------------------------- | -------------- |
| 1981    | Zona Americana                        | 70    | Perú            | Lima                                | Arcilla descubierta  | Gildemeister, Rebolledo, (Acuña / Prajoux), Acuña              | 4-1            |
| 1981    | Zona Americana                        | 71    | Uruguay         | Court Central, Santiago             | Arcilla descubierta  | Rebolledo, Prajoux, (Gildemeister / Prajoux), Acuña            | 5-0            |
| 1981    | Zona Americana                        | 72    | Colombia        | Bogotá                              | Arcilla cubierta     | Acuña, Gildemeister, (Gildemeister / Prajoux)                  | 3-2            |
| 1982    | 1R Grupo Mundial                      | 73    | Rumania         | Court Central, Santiago             | Arcilla descubierta  | Prajoux, Rebolledo, (J. Fillol / Prajoux)                      | 3-2            |
| 1982    | CF Grupo Mundial                      | 74    | Australia       | Brisbane                            | Hierba descubierta   | Acuña, Rebolledo, (Gildemeister / Prajoux)                     | 1-4            |
| 1983    | 1R Grupo Mundial                      | 75    | Rumania         | Timisoara                           | Dura cubierta        | Gildemeister, Acuña, (Gildemeister / Prajoux)                  | 0-5            |
| 1983    | Repesca GM                            | 76    | Gran Bretaña    | Eastbourne, Inglaterra              | Hierba descubierta   | J. Fillol, Acuña, (J. Fillol / Prajoux)                        | 1-4            |
| 1984    | Zona Americana                        | 77    | Colombia        | Court Central, Santiago             | Arcilla descubierta  | Gildemeister, Acuña, (A. Fillol / Prajoux), A. Fillol          | 5-0            |
| 1984    | Zona Americana                        | 78    | México          | Court Central, Santiago             | Arcilla descubierta  | Rebolledo, Gildemeister, (Acuña / A. Fillol)                   | 5-0            |
| 1984    | Zona Americana                        | 79    | Brasil          | Court Central, Santiago             | Arcilla descubierta  | Rebolledo, Gildemeister, (Acuña / A. Fillol)                   | 4-1            |
| 1985    | 1R Grupo Mundial                      | 80    | Suecia          | Court Central, Santiago             | Arcilla descubierta  | Rebolledo, Gildemeister, (Acuña / Gildemeister)                | 1-4            |
| 1985    | Repesca GM                            | 81    | Italia          | Cagliari                            | Arcilla descubierta  | Fernández, Acuña, (Acuña / Queirolo)                           | 1-4            |
| 1986    | Zona Americana                        | 82    | Canadá          | Court Central, Santiago             | Arcilla descubierta  | Acuña, Gildemeister, (Acuña / Gildemeister)                    | 3-2            |
| 1986    | Zona Americana                        | 83    | Brasil          | São Paulo                           | Arcilla descubierta  | Rebolledo, Gildemeister, (Acuña / Gildemeister), Vacarezza     | 5-0            |
| 1986    | Zona Americana                        | 84    | Argentina       | Court Central, Santiago             | Arcilla descubierta  | Rebolledo, Gildemeister, (Acuña / Gildemeister), Acuña         | 1-4            |
| 1987    | Zona Americana                        | 85    | Com. Caribe     | Nassau, Bahamas                     | Dura descubierta     | Ureta, Acuña, (Acuña / Gildemeister)                           | 3-2            |
| 1987    | Zona Americana                        | 86    | Brasil          | Court Central, Santiago             | Arcilla descubierta  | Acuña, Rebolledo, (Acuña / Gildemeister)                       | 2-3            |
| 1988    | Zona Americana I                      | 87    | Perú            | Viña del Mar                        | Arcilla descubierta  | Queirolo, Rebolledo, (Acuña / Gildemeister)                    | 1-4            |
| 1988    | Zona Americana I                      | 88    | Canadá          | Vancouver                           | Carpeta cubierta     | Acuña, Queirolo, (Acuña / Araya)                               | 1-4            |
| 1989    | Zona Americana II                     | 89    | Jamaica         | Kingston                            | Dura descubierta     | Acuña, Ureta, (Acuña / Gildemeister)                           | 4-1            |
| 1989    | Zona Americana II                     | 90    | Cuba            | Varadero                            | Dura descubierta     | Acuña, Ureta, (Acuña / Gildemeister)                           | 4-1            |
| 1989    | Zona Americana II                     | 91    | Bahamas         | Nassau                              | Dura descubierta     | Fernández, Ureta, (Gildemeister / Vacarezza)                   | 4-1            |
| 1990    | Zona Americana I                      | 92    | Uruguay         | Carrasco                            | Arcilla descubierta  | Rebolledo, Cortés, (Araya / Rebolledo)                         | 2-3            |
| 1990    | Zona Americana I                      | 93    | Brasil          | Brasilia                            | Dura cubierta        | Fernández, Vacarezza, (Araya / Rebolledo)                      | 1-4            |
| 1991    | Zona Americana II                     | 94    | R. Dominicana   | Stade Francais, Santiago            | Arcilla descubierta  | Fernández, Rebolledo, (Gildemeister / Rivera)                  | 5-0            |
| 1991    | Zona Americana II                     | 95    | Venezuela       | Court Central, Santiago             | Arcilla descubierta  | Fernández, Rebolledo, (Gildemeister / Vacarezza)               | 3-2            |
| 1991    | Zona Americana II                     | 96    | Colombia        | Medellín                            | Arcilla descubierta  | Fernández, Rebolledo, (Gildemeister / Vacarezza)               | 3-1            |
| 1992    | Zona Americana I                      | 97    | Cuba            | Club Palestino, Santiago            | Arcilla descubierta  | Rebolledo, Rivera, (Queirolo / Rivera)                         | 1-4            |
| 1993    | Zona Americana I                      | 98    | Bahamas         | Court Central, Santiago             | Arcilla descubierta  | Cortés, Rivera, (Ríos / Silberstein)                           | 2-3            |
| 1993    | Zona Americana I                      | 99    | Canadá          | Court Central, Santiago             | Arcilla descubierta  | Cortés, Ríos, (Silberstein / Cortés)                           | 3-1            |
| 1994    | Zona Americana I                      | 100   | Perú            | Lima                                | Dura descubierta     | Silberstein, Cortés, (Silberstein / M. Rebolledo)              | 2-3            |
| 1995    | Zona Americana I                      | 101   | Argentina       | Buenos Aires                        | Arcilla descubierta  | Ríos, Silberstein, (Silberstein / M. Rebolledo)                | 2-3            |
| 1995    | Zona Americana I                      | 102   | Uruguay         | Court Central, Santiago             | Arcilla descubierta  | Ríos, Silberstein, (Silberstein / Cortés)                      | 5-0            |
| 1996    | Zona Americana I                      | 103   | Brasil          | Court Central, Santiago             | Arcilla descubierta  | Ríos, Cortés, (Ríos / M. Rebolledo)                            | 2-3            |
| 1996    | Zona Americana I                      | 104   | Canadá          | Edmonton                            | Carpeta cubierta     | Ríos, Bustos, (Ríos / Bustos), Massú                           | 2-3            |
| 1996    | Zona Americana I                      | 105   | Perú            | Court Central, Santiago             | Arcilla descubierta  | Ríos, Silberstein, (Ríos / Bustos)                             | 5-0            |
| 1997    | Zona Americana I                      | 106   | Ecuador         | Court Central, Santiago             | Arcilla descubierta  | Ríos, Silberstein, (Ríos / Bustos)                             | 4-1            |
| 1997    | Zona Americana I                      | 107   | Argentina       | Court Central, Santiago             | Arcilla descubierta  | Ríos, Silberstein, (Ríos / Silberstein)                        | 3-2            |
| 1997    | Repesca GM                            | 108   | India           | Nueva Delhi                         | Hierba descubierta   | Ríos, Silberstein, (Ríos / Massú)                              | 2-3            |
| 1998    | Zona Americana I                      | 109   | Argentina       | Buenos Aires                        | Arcilla descubierta  | Ríos, Gamonal, (Ríos / Massú), González                        | 1-4            |
| 1998    | Zona Americana I                      | 110   | Colombia        | Gimnasio San Miguel, Santiago       | Carpeta cubierta     | Ríos, Massú, (González / Massú)                                | 5-0            |
| 1999    | Zona Americana I                      | 111   | Bahamas         | Nassau                              | Dura descubierta     | González, Massú, (Gamonal / Massú)                             | 5-0            |
| 1999    | Zona Americana I                      | 112   | Colombia        | Bogotá                              | Arcilla descubierta  | Ríos, Massú, (Ríos / Gamonal)                                  | 5-0            |
| 1999    | Repesca GM                            | 113   | Zimbabue        | Harare                              | Dura cubierta        | Ríos, Massú, (González / Massú)                                | 1-4            |
| 2000    | Zona Americana I                      | 114   | Canadá          | Viña del Mar                        | Arcilla descubierta  | González, Massú, (González / Massú), García, Gamonal           | 4-1            |
| 2000    | Zona Americana I                      | 115   | Argentina       | Arena Santiago, Santiago            | Dura cubierta        | Ríos, Massú - ver: Serie de los sillazos                       | 2-0            |
| 2000    | Repesca GM                            | ----- | Marruecos       | No establecida                      | No elegida           | Chile sancionado                                               | Walkover       |
| 2001    | Zona Americana I                      | 116   | Bahamas         | Nassau                              | Dura descubierta     | Ríos, Massú, (González / Massú), García                        | 4-1            |
| 2001    | Repesca GM                            | 117   | Eslovaquia      | Presov                              | Carpeta cubierta     | Ríos, Massú, (González / Massú)                                | 2-3            |
| 2002    | Zona Americana I                      | 118   | Canadá          | Calgary                             | Carpeta cubierta     | Ríos, González, (González / Gamonal), Hormazábal, Gamonal      | 0-5            |
| 2002    | Zona Americana I                      | 119   | México          | Querétaro                           | Carpeta cubierta     | Ríos, Massú, (Ríos / Massú)                                    | 3-2            |
| 2003    | Zona Americana I                      | 120   | Ecuador         | Quito                               | Arcilla descubierta  | Ríos, Gamonal, (García / Gamonal)                              | 2-3            |
| 2003    | Zona Americana I                      | 121   | Venezuela       | Caracas                             | Dura descubierta     | Ríos, González, (González / Gamonal)                           | 3-2            |
| 2004    | Zona Americana I                      | 122   | Perú            | Lima                                | Arcilla descubierta  | González, Massú, (González / García), Gamonal                  | 5-0            |
| 2004    | Zona Americana I                      | 123   | Ecuador         | Viña del Mar                        | Arcilla descubierta  | González, Massú, (González / Massú), García, Capdeville        | 5-0            |
| 2004    | Repesca GM                            | 124   | Japón           | Viña del Mar                        | Arcilla descubierta  | González, Massú, (González / Massú), Gamonal                   | 5-0            |
| 2005    | 1R Grupo Mundial                      | 125   | Rusia           | Olímpico, Moscú                     | Carpeta cubierta     | González, García, (González / García), Capdeville              | 1-4            |
| 2005    | Repesca GM                            | 126   | Pakistán        | Court Central, Santiago             | Arcilla descubierta  | González, Massú, (González / Massú), Capdeville, García        | 5-0            |
| 2006    | 1R Grupo Mundial                      | 127   | Eslovaquia      | Medialuna, Rancagua                 | Arcilla descubierta  | González, Massú, (González / Massú), Capdeville, García        | 4-1            |
| 2006    | CF Grupo Mundial                      | 128   | Estados Unidos  | Rancho Mirage, California           | Hierba descubierta   | González, Massú, (Capdeville / García), Capdeville             | 2-3            |
| 2007    | 1R Grupo Mundial                      | 129   | Rusia           | La Serena                           | Arcilla descubierta  | González, Massú, (González / Massú)                            | 2-3            |
| 2007    | Repesca GM                            | 130   | Israel          | Ramat Hasharon                      | Dura descubierta     | González, Massú, (González / Massú), Capdeville                | 2-3            |
| 2008    | Zona Americana I                      | 131   | Canadá          | Court Central, Santiago             | Arcilla descubierta  | González, Massú, (González / Massú), Capdeville, Podlipnik     | 3-2            |
| 2008    | Repesca GM                            | 132   | Australia       | Antofagasta                         | Arcilla descubierta  | González, Massú, (González / Massú), Capdeville                | 3-2            |
| 2009    | 1R Grupo Mundial                      | 133   | Croacia         | Porec                               | Dura cubierta        | Massú, Capdeville, (Massú / Capdeville), Hormazábal, Podlipnik | 0-5            |
| 2009    | Repesca GM                            | 134   | Austria         | Medialuna, Rancagua                 | Arcilla descubierta  | Massú, Capdeville, (Massú / Capdeville)                        | 3-2            |
| 2010    | 1R Grupo Mundial                      | 135   | Israel          | Coquimbo                            | Arcilla descubierta  | Massú, González, (Aguilar / Capdeville), Aguilar               | 4-1            |
| 2010    | CF Grupo Mundial                      | 136   | República Checa | Coquimbo                            | Arcilla descubierta  | Massú, Capdeville, (Aguilar / Massú), Aguilar, Saavedra        | 1-4            |
| 2011    | 1R Grupo Mundial                      | 137   | Estados Unidos  | Court Central, Santiago             | Arcilla descubierta  | Massú, Capdeville, (Aguilar / Massú), G. Rivera                | 1-4            |
| 2011    | Repesca GM                            | 138   | Italia          | Court Central, Santiago             | Dura descubierta     | Capdeville, González, (Aguilar / Massú), Massú                 | 1-4            |
| 2012    | Zona Americana I                      | 139   | Uruguay         | Montevideo                          | Arcilla descubierta  | Capdeville, Aguilar, (Capdeville / Aguilar)                    | 3-1            |
| 2012    | Repesca GM                            | 140   | Italia          | Napoli                              | Arcilla descubierta  | Hormazábal, Capdeville, (Aguilar - Capdeville), Garin          | 1-4            |
| 2013    | Zona Americana I                      | 141   | Ecuador         | Manta                               | Dura descubierta     | Garin, Capdeville, (Aguilar / Capdeville)                      | 2-3            |
| 2013    | Zona Americana I                      | 142   | R. Dominicana   | Santo Domingo                       | Dura descubierta     | Capdeville, Garin, (Aguilar / Jarry), Jarry                    | 1-4            |
| 2014    | Zona Americana II                     | 143   | Barbados        | Bridgetown                          | Dura descubierta     | Lama, Garin, (Aguilar / Garin), Aguilar                        | 2-3            |
| 2014    | Zona Americana II                     | 144   | Paraguay        | Club Palestino, Santiago            | Arcilla descubierta  | Lama, Garin, (Aguilar / Capdeville), Aguilar                   | 5-0            |
| 2015    | Zona Americana II                     | 145   | Perú            | Club Palestino, Santiago            | Arcilla descubierta  | Garin, Jarry, (Podlipnik / Lama), Podlipnik                    | 5-0            |
| 2015    | Zona Americana II                     | 146   | México          | Coliseo La Tortuga, Talcahuano      | Arcilla cubierta     | Sáez, Garin, (Podlipnik / Jarry)                               | 5-0            |
| 2015    | Zona Americana II                     | 147   | Venezuela       | Club Palestino, Santiago            | Arcilla descubierta  | Lama, Podlipnik, (Garin / Podlipnik), Sáez                     | 5-0            |
| 2016    | Zona Americana I                      | 148   | R. Dominicana   | Court Central, Santiago             | Arcilla descubierta  | Podlipnik, Lama, (Peralta / Podlipnik), Garin                  | 5-0            |
| 2016    | Zona Americana I                      | 149   | Colombia        | Centro Huayquique, Iquique          | Arcilla descubierta  | Jarry, Lama, (Jarry / Podlipnik)                               | 3-1            |
| 2016    | Repesca GM                            | 150   | Canadá          | Scotiabank Centre, Halifax          | Dura cubierta        | Garin, Jarry, (Jarry / Podlipnik), Lama                        | 0-5            |
| 2017    | Zona Americana I                      | 151   | R. Dominicana   | Centro de Tenis, Santo Domingo Este | Dura descubierta     | Jarry, Garin, (Jarry / Podlipnik), Barrios                     | 5-0            |
| 2017    | Zona Americana I                      | 152   | Colombia        | Country Club Ejecutivos, Medellín   | Arcilla descubierta  | Jarry, Garin, (Jarry / Podlipnik)                              | 1-3            |
| 2018    | Zona Americana I                      | 153   | Ecuador         | Court Central, Santiago             | Arcilla descubierta  | Jarry, Lama, (Jarry / Podlipnik)                               | 3-1            |
| 2018    | Zona Americana I                      | 154   | Argentina       | Estadio Aldo Cantoni, San Juan      | Arcilla cubierta     | Jarry, Garin, (Jarry / Podlipnik)                              | 2-3            |
| 2019    | Fase clasificatoria                   | 155   | Austria         | Salzburgarena, Salzburgo            | Arcilla cubierta     | Jarry, Garin, (Barrios / Podlipnik)                            | 3-2            |
| 2019    | Finales Fase de grupos                | 156   | Argentina       | Estadio Manolo Santana, Madrid      | Dura cubierta        | Jarry, Garin, (Podlipnik / Jarry)                              | 0-3            |
| 2019    | Finales Fase de grupos                | 157   | Alemania        | Estadio Arantxa Sánchez, Madrid     | Dura cubierta        | Jarry, Garin, (Barrios / Tabilo)                               | 1-2            |
| 2020-21 | Fase clasificatoria                   | 158   | Suecia          | The Royal Tennis Hall, Estocolmo    | Dura cubierta        | Barrios, Tabilo, (Barrios / Tabilo)                            | 1-3            |
| 2020-21 | Grupo Mundial I                       | 159   | Eslovaquia      | AXA Aréna NTC, Bratislava           | Dura cubierta        | Garin, Jarry, (Barrios / Tabilo)                               | 1-3            |
| 2022    | Play-offs Grupo Mundial I             | 160   | Eslovenia       | Club Unión, Viña del Mar            | Arcilla descubierta  | Tabilo, Jarry, (Barrios / Tabilo), Fernández                   | 4-0            |
| 2022    | Grupo Mundial I de la Copa Davis 2022 | 161   | Perú            | Lawn Tennis de la Exposición, Lima  | Archilla descubierta | Tabilo, Jarry, (Jarry / Tabilo), Tabilo, Jarry                 | 3-2            |
| 2023    | Fase clasificatoria                   | 162   | Kazajistán      | Campus Trentino, La Serena          | Arcilla descubierta  | Garin, Jarry, (Barrios/Tabilo), Garin                          | 3-1            |
| 2023    | Finales Fase de grupos                | 163   | Suecia          | Unipol Arena, Bolonia               | Dura cubierta        | Jarry, Garin, (Podlipnik / Jarry)                              | 3-0            |
| 2023    | Finales Fase de grupos                | 164   | Italia          | Unipol Arena, Bolonia               | Dura cubierta        | Jarry, Garin, (Barrios / Tabilo)                               | 0-3            |
| 2023    | Finales Fase de grupos                | 165   | Canadá          | Unipol Arena, Bolonia               | Dura cubierta        | Jarry, Garin, (Barrios / Tabilo)                               | 1-2            |
| 2024    | Fase clasificatoria                   | 166   | Perú            | Court Central, Santiago             | Dura descubierta     | Jarry, Tabilo, (Barrios / Tabilo)                              | 3-2            |
| 2024    | Finales Fase de grupos                | 167   | Estados Unidos  | Hengqin International, Zhuhai       | Dura cubierta        | Garín, Tabilo, (Barrios / Soto)                                | 0-3            |
| 2024    | Finales Fase de grupos                | 168   | Alemania        | Hengqin International, Zhuhai       | Dura cubierta        | Barrios, Tabilo, (Barrios / Soto)                              | 0-3            |
| 2024    | Finales Fase de grupos                | 169   | Eslovaquia      | Hengqin International, Zhuhai       | Dura cubierta        | Garín, Tabilo, (Barrios / Jarry)                               | 2-1            |
| 2025    | Fase clasificatoria                   | 170   | Bélgica         | Sporthal Alverberg, Hasselt         | Dura cubierta        | Por definir                                                    | Por disputarse |

### Historial de rendimiento
Nota1: Finales antiguamente llamado: Grupo Mundial.

Nota2: Grupo Mundial I antiguamente llamado: Zona Americana I.

Nota3: Grupo Mundial II antiguamente llamado: Zona Americana II.

## Palmarés

### Equipo absoluto
- Número 1 del mundo del Ranking ATP (1): 1998.
- Subcampeón Copa Davis (1): 1976.
- Copa Mundial por Equipos (2): 2003, 2004.
- Copa Mitre (14): 1923, 1951, 1952, 1953, 1954, 1955, 1958[124][125][126][127] 1960, 1963, 1967, 1968, 1969, 1970, 1973.

### Equipo olímpico
- Juegos Olímpicos:
  -  Medalla de oro en dobles 2004
  -  Medalla de oro individual 2004
  -  Medalla de plata individual 2008
  -  Medalla de bronce individual 2004

### Equipo panamericano
- Juegos Panamericanos:

INDIVIDUAL
- -  Medalla de oro individual 1959
  -  Medalla de plata individual 1979, 2003, 2007, 2019, 2023
  -  Medalla de bronce individual 1955

DOBLES
- -  Medalla de oro en dobles 2015
  -  Medalla de plata en dobles 1951, 1979, 2003, 2007, 2023
  -  Medalla de bronce en dobles 1975

DOBLES MIXTOS
- -  en dobles mixtos 2019
  -  Medalla de plata en dobles mixtos 2011

EQUIPOS (disputado solo 1991 y 1995)
- -  Medalla de bronce en equipos 1991, 1995

### Equipo odesur
- Juegos Suramericanos:

INDIVIDUAL
- -  Medalla de oro individual 1986, 2018
  -  Medalla de plata individual 1986, 1990, 1998, 2019
  -  Medalla de bronce individual 1982, 2014, 2022

DOBLES
- -  Medalla de oro en dobles 1990
  -  Medalla de plata en dobles 1982, 1986, 2002, 2006
  -  Medalla de bronce en dobles 1998, 2014

DOBLES MIXTOS
- -  en dobles mixtos 1990
  -  Medalla de plata en dobles mixtos 1982, 2014
  -  Medalla de bronce en dobles mixtos 1990, 2014, 2018

EQUIPOS (disputado solo en 1978, 1990, 1994, 1998)
- -  Medalla de plata en equipos 1998
  -  Medalla de bronce en equipos 1990

### Equipo sub-18
- Subcampeón Copa ITF Sunshine (1): 1993

### Equipo sub-16
- Copa Davis Junior (1): 2001
- Campeonato Sudamericano de Tenis (2): 2010, 2011
- Subcampeón Campeonato Sudamericano de Tenis (1): 2009

### Equipo sub-14
- Copa Mundial de Tenis Juvenil (1): 2010
- Subcampeón Copa Mundial de Tenis Juvenil (1): 1999
- Campeonato Sudamericano de Tenis (1): 2010
- Subcampeón Campeonato Sudamericano de Tenis (1): 2007

### Equipo sub-12
- Campeonato Sudamericano de Tenis (2): 2010, 2011
- Subcampeón Campeonato Sudamericano de Tenis (2): 2007, 2008